# باد و شقایق
باد و شقایق فیلمی به کارگردانی و نویسندگی سیدضیاءالدین دری ساختهٔ سال ۱۳۷۶ است.

## خلاصه داستان
رامین پرتوی، کارگردان و بازیگر مشهوری که بر اثر اعتیاد و سپس گذراندن محکومیت در زندان، کارش را در سازمان صدا و سیما از دست داده و هشتمین سال بیکاری خود را می‌گذراند، تلاش می‌کند بار دیگر فعالیتش را از سر بگیرد، اما به دلیل پیشینه اش به او کار نمی‌دهند.

## بازیگران
- عزت‌الله انتظامی
- ابوالفضل پورعرب
- لادن طباطبایی
- آناهیتا دری
- عبداله اسفندیاری
- امید روحانی
- احمد دامود
- ناصر نجفی
- سعید تهرانی یگانه
- علی اصغر گرمسیری
- نیکی کریمی
- منصور والامقام[۱][۲]